# Mongul
 (décembre 2023).
Si vous disposez d'ouvrages ou d'articles de référence ou si vous connaissez des sites web de qualité traitant du thème abordé ici, merci de compléter l'article en donnant les références utiles à sa vérifiabilité et en les liant à la section « Notes et références ».
Mongul est un personnage de DC Comics et un ennemi de Superman. Créé par Len Wein & Jim Starlin dans DC Comics Presents #27 en novembre 1980.
Jeph Loeb crée un second Mongul, le fils du premier, dans Showcase '95 #8 en septembre 1995. 
Jim Starlin crée un personnage ressemblant à Thanos de la société Marvel créé en 1973. Dans le classement 2009 d'IGN, Mongul est 41e du top 100 Greatest Comic Book Villain of All Time.

## Histoire
Mongul était un dictateur de race extraterrestre, qui vit son règne se terminer par une révolte du peuple. Mongul essaiera alors de reconquérir son trône avec l'arme considérée comme la plus puissante de l'univers qui est en réalité une planète artificielle appelée Warworld. Mais pour activer l'arme, celui-ci doit se procurer la clef que garde Martian Manhunter. Mongul kidnappe alors trois amis  de Superman (Lois Lane, Jimmy Olsen & Steve Lombard), pour forcer ce dernier à lui ramener la clef. C'est lui qui détruira entièrement Coast City, avec l'aide de Cyborg Superman. Destruction qui conduira Hal Jordan à la folie le poussant à détruire le Corps des Green Lantern et à devenir Parallax.

## Mongul II
Mongul II est le fils du premier, sa sœur est Mongal. Ils sont nés sur la planète Debstam IV dans la constellation du Cygne. À la fin de la guerre des Sinestro Corps, les membres Stel et Green Man pourchassaient leurs ennemis, quand leur vaisseau s'écrase sur Debstam IV. Mongul était là et prit l'anneau magique jaune pour devenir membre du Sinestro Corps.

## Apparitions dans d'autres médias
- La Ligue des justiciers, doublé par Eric Roberts.
- Superman Returns
- DC Universe Online
- Batman : L'Alliance des héros, doublé par Gary Anthony Williams (VF : Jean-Claude Donda)
- Young Justice, doublé par Keith David puis par Phil LaMarr (VF : Jean-Claude Donda)
- Justice League Action, doublé par John DiMaggio (VF : Jean-Claude Donda)